# Richard Wilmot
Richard Wilmot DD (1703 – 1772) foi um cónego de Windsor de 1748 a 1772.

## Família
Ele era filho de Robert Wilmot de Osmaston Hall, Derbyshire.

## Carreira
Ele foi educado no St John's College, Cambridge, e recebeu o BA em 1725, o MA em 1728 e o DD em 1744.
Ele foi nomeado:
- Reitor de Trusley, Derbyshire 1733 - 1738
- Vigário de Mickleover, Derbyshire 1740-1772
- Reitor de Morley, Derbyshire 1740-1772
- Capelão do Bispo de Bangor
- Reitor de São Benet Fink, Londres 1763-1772

Ele foi nomeado para a nona bancada na Capela de São Jorge, Castelo de Windsor, em 1748, posição que ocupou até 1772.